# Hangyászkatica
A hangyászkatica (Coccinella magnifica) a katicabogárfélék családjába tartozó, Eurázsiában honos, levéltetvekkel, pajzstetvekkel táplálkozó, hangyák közelében élő bogárfaj.

## Megjelenése
A hangyászkatica testhossza 6-8 mm. Testének körvonala felülről ovális, szárnyfedői erősen domborúak. A szárnyfedők csupaszok, fényesek, finoman pontozottak. Színük élénkvörös, az elülső peremnél kissé fehéres. Többnyire összesen hét, különböző méretű, fekete pötty található rajtuk (számuk 5-11 között változhat). A scutellumtól (pajzsocska) lefelé kiinduló folt mindkét szárnyfedőre kiterjed. A középső és hátsó pöttyök viszonylag nagyok, a szárnyfedők pereménél lévők kisebbek. A pöttyök csak ritkán olvadnak össze. Az előtor fekete, elülső sarkainál nagy fehér folttal. Feje is fekete, a szemek között két, háromszög alakú fehér folt található. Alsó oldala, lábai feketék; az elülső és középső lábak tövében háromszög alakú fehér foltok látszanak (szemben a hétpettyes katicával, amelynek csak a középső lábainál vannak foltok). Fekete színváltozata nem ismert.  
Lárvája sötétszürke, szelvényein sorokba rendeződő fekete szemölcsökkel. A tor első, valamint a potroh első és negyedik szelvényének oldala halvány narancssárga-sárga színű. a második és harmadik torszelvény oldala halványszürke. 

### Hasonló fajok
A hétpettyes katicával lehet összetéveszteni.

## Elterjedése
Eurázsiában honos, a Brit-szigetektől és az Ibériai-félszigettől Dél-Szibériáig.  

## Életmódja
Lombos és tűlevelű erdőkben, erdőszéleken, bozótosokban él, ahol az erdei vöröshangya (vagy más Formica fajok) bolyai is megtalálhatóak. Többnyire a bolyok néhány méteres távolságán belül maradnak, de a bolyokba nem hatolnak be. Mind a kifejlett bogár, mind a lárvája ragadozó, levéltetvekkel, pajzstetvekkel, atkákkal, rovarpetékkel táplálkoznak; többnyire olyan fajokkal, amelyeket a hangyák gondoznak. A hangyák kevésbe agresszívak velük szemben, mint más katicabogarakkal. Ennek oka nem teljesen tisztázott, valószínűleg valamilyen taszító hatású vegyi anyagot választanak ki. Az imágó az avarban, kéregrepedésekben telel át, szintén a hangyaboly közelében.  

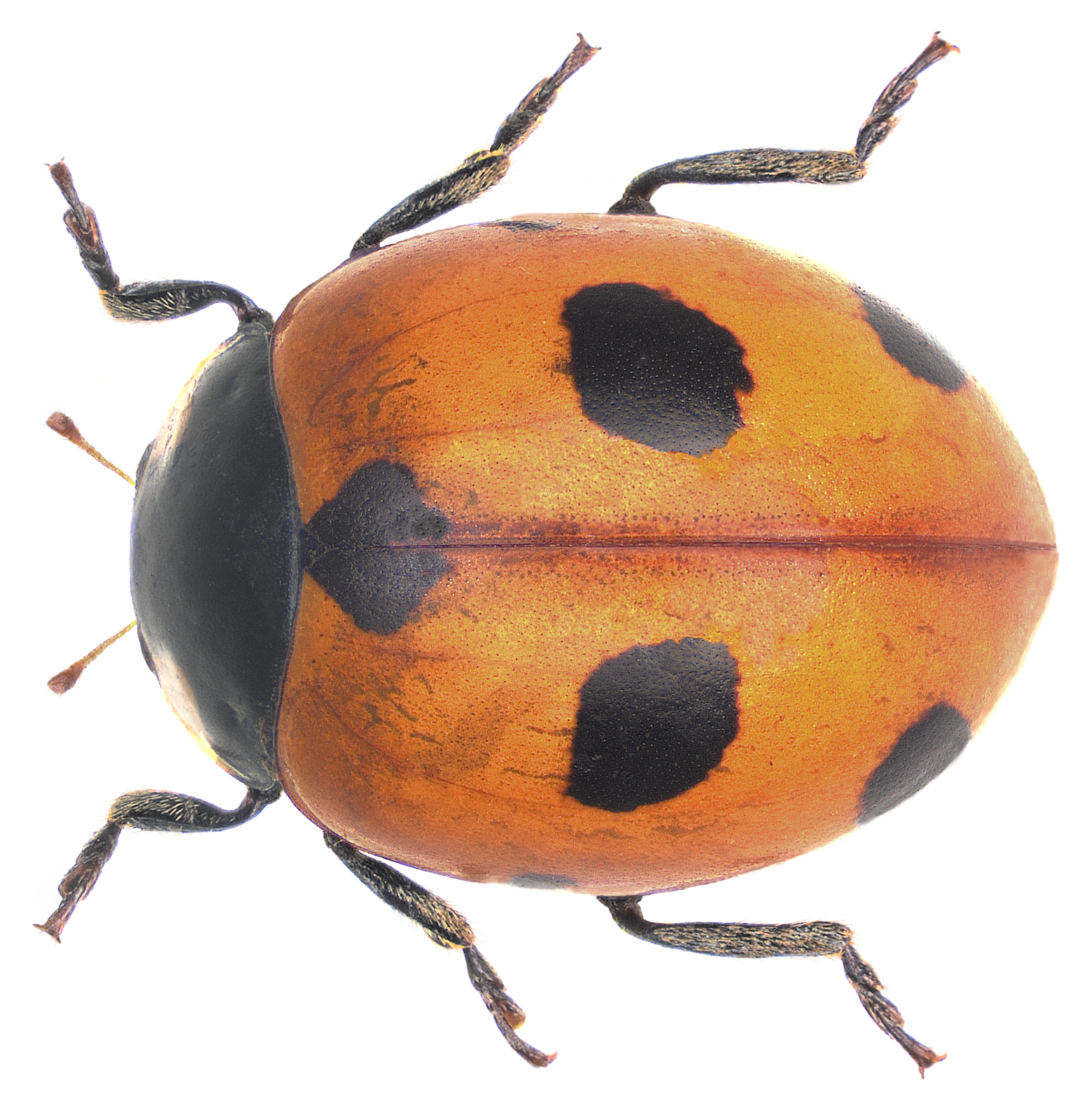
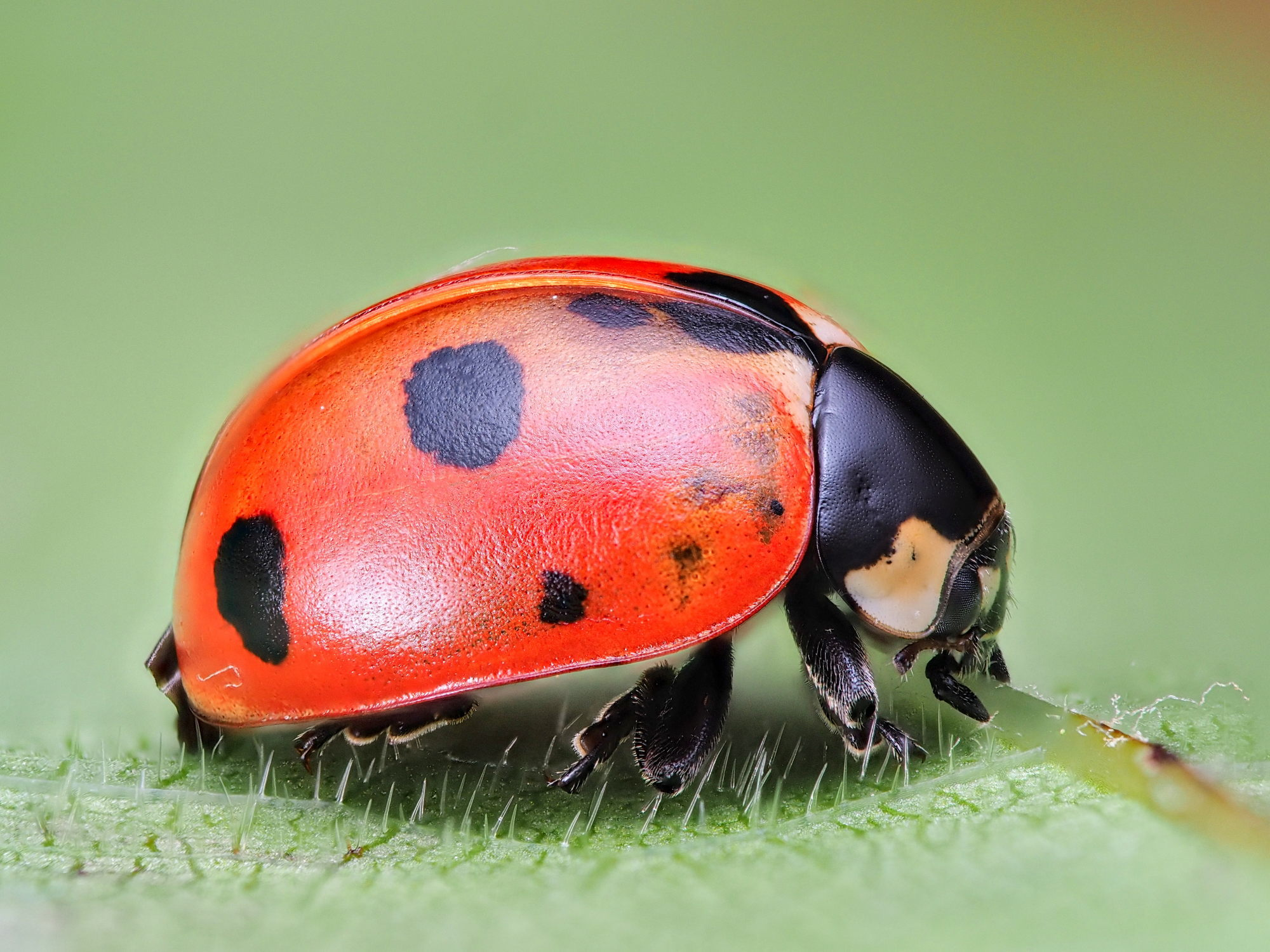
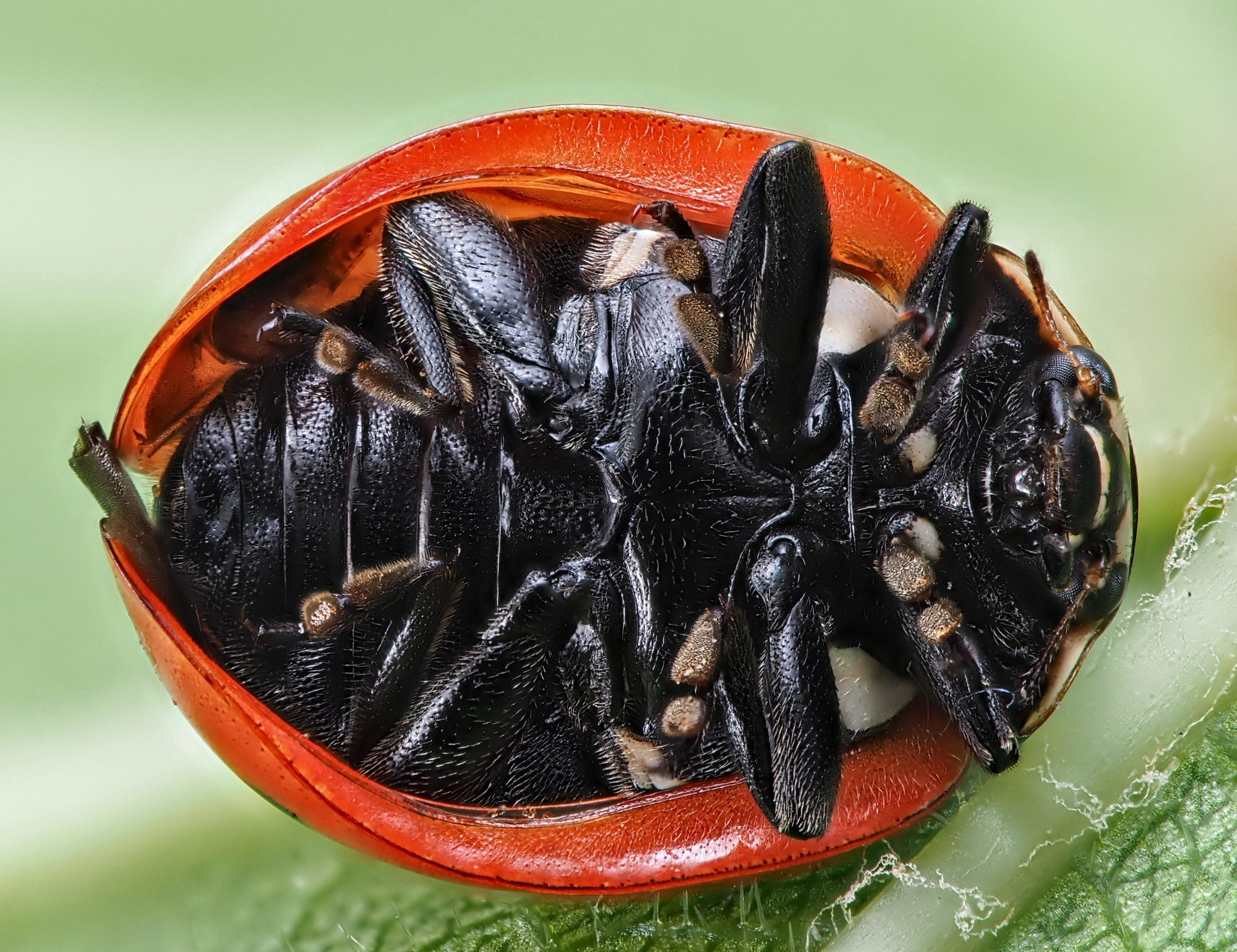
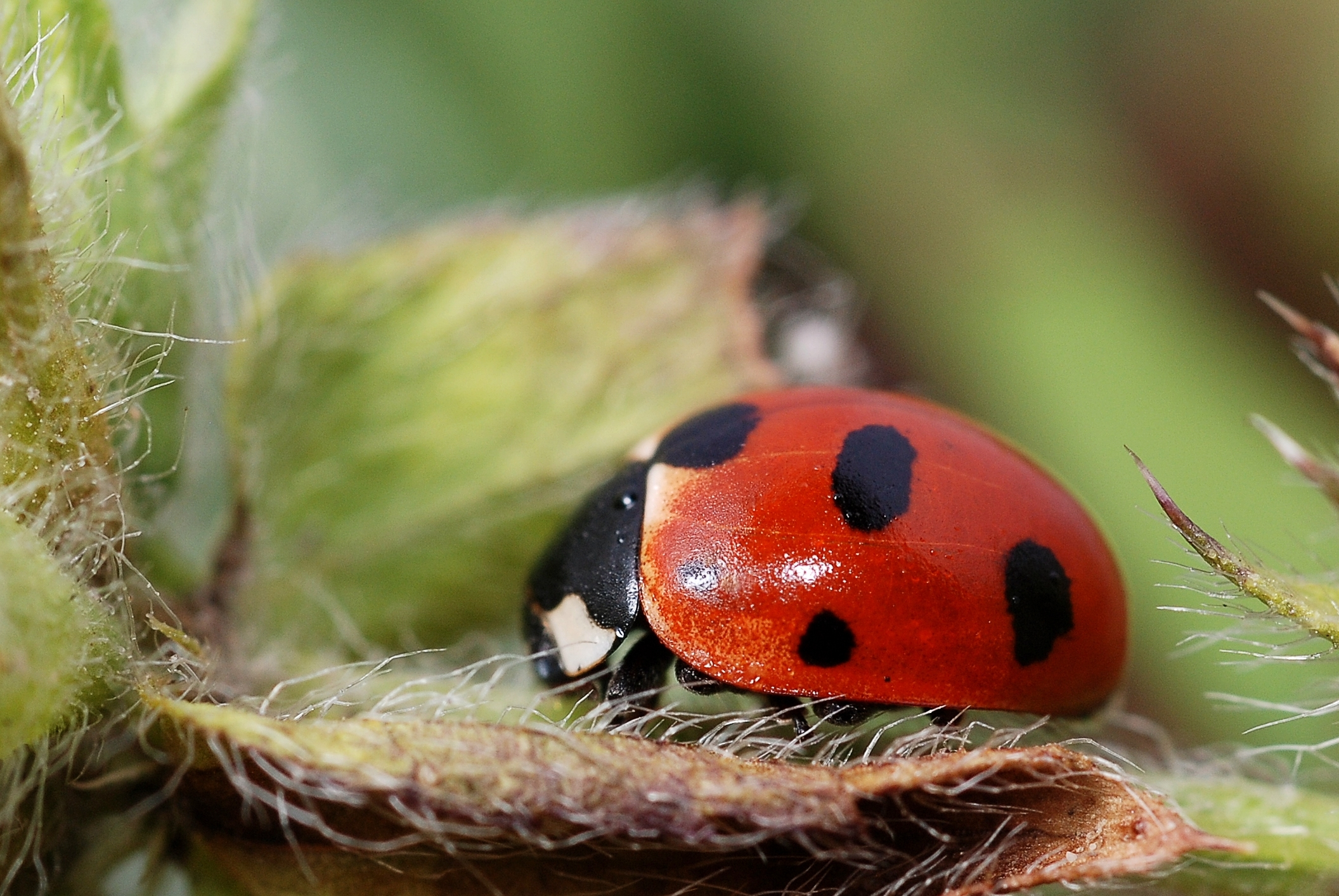
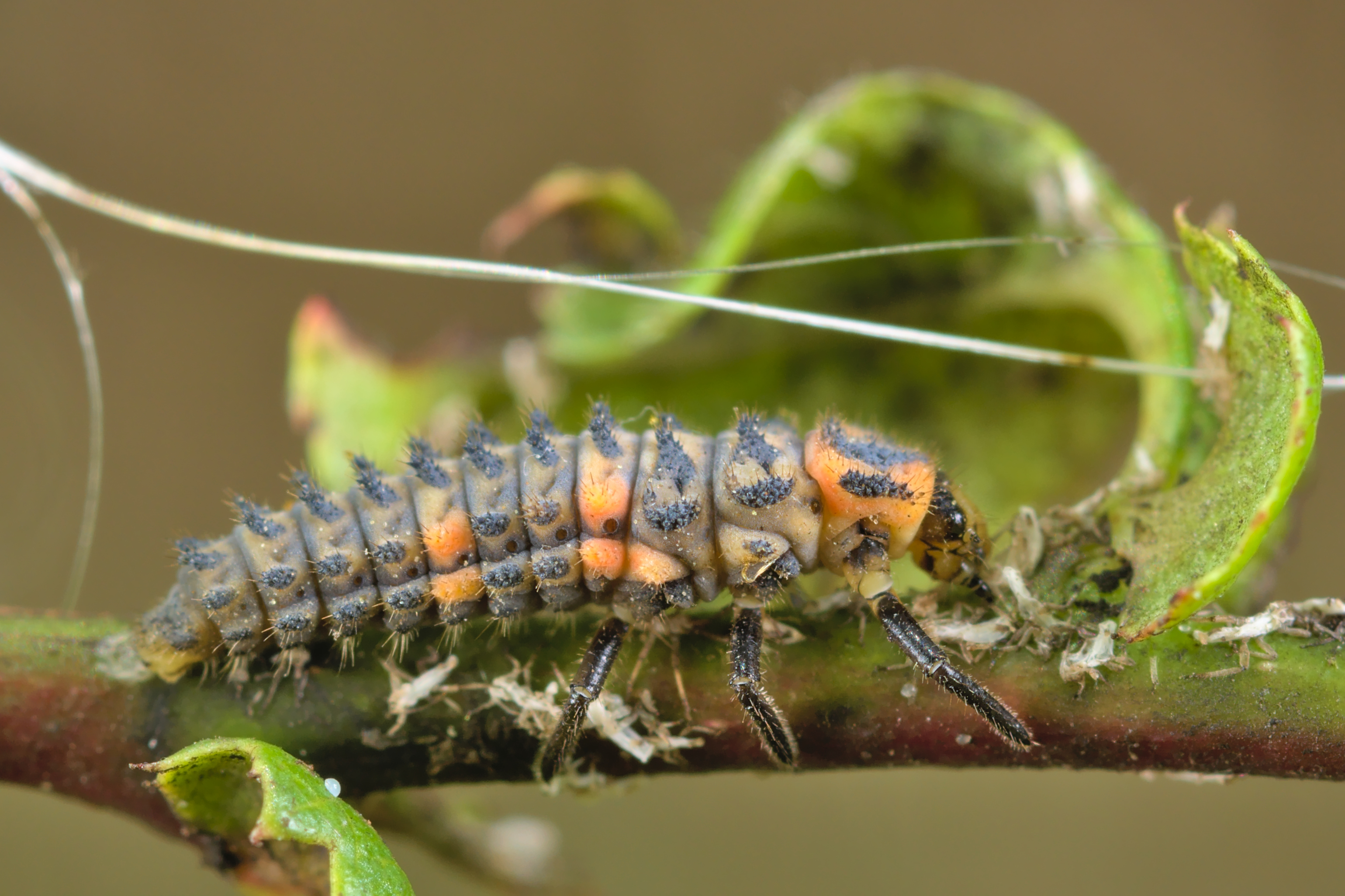

Magyarországon nem védett.